# Чома Сант'Елја (Козенца)
Чома Сант'Елја је насеље у Италији у округу Козенца, региону Калабрија.
Према процени из 2011. у насељу је живело 180 становника. Насеље се налази на надморској висини од 416 м.